# Madonna der Straße
Die Madonna der Straße ist eine Andachtsstätte an der Bundesstraße 55. Sie liegt etwa 1 km nördlich von Oedingen und zählt zu den kulturellen Sehenswürdigkeiten der Stadt Lennestadt.

## Ursprung als Prozessionskapelle Bethanien

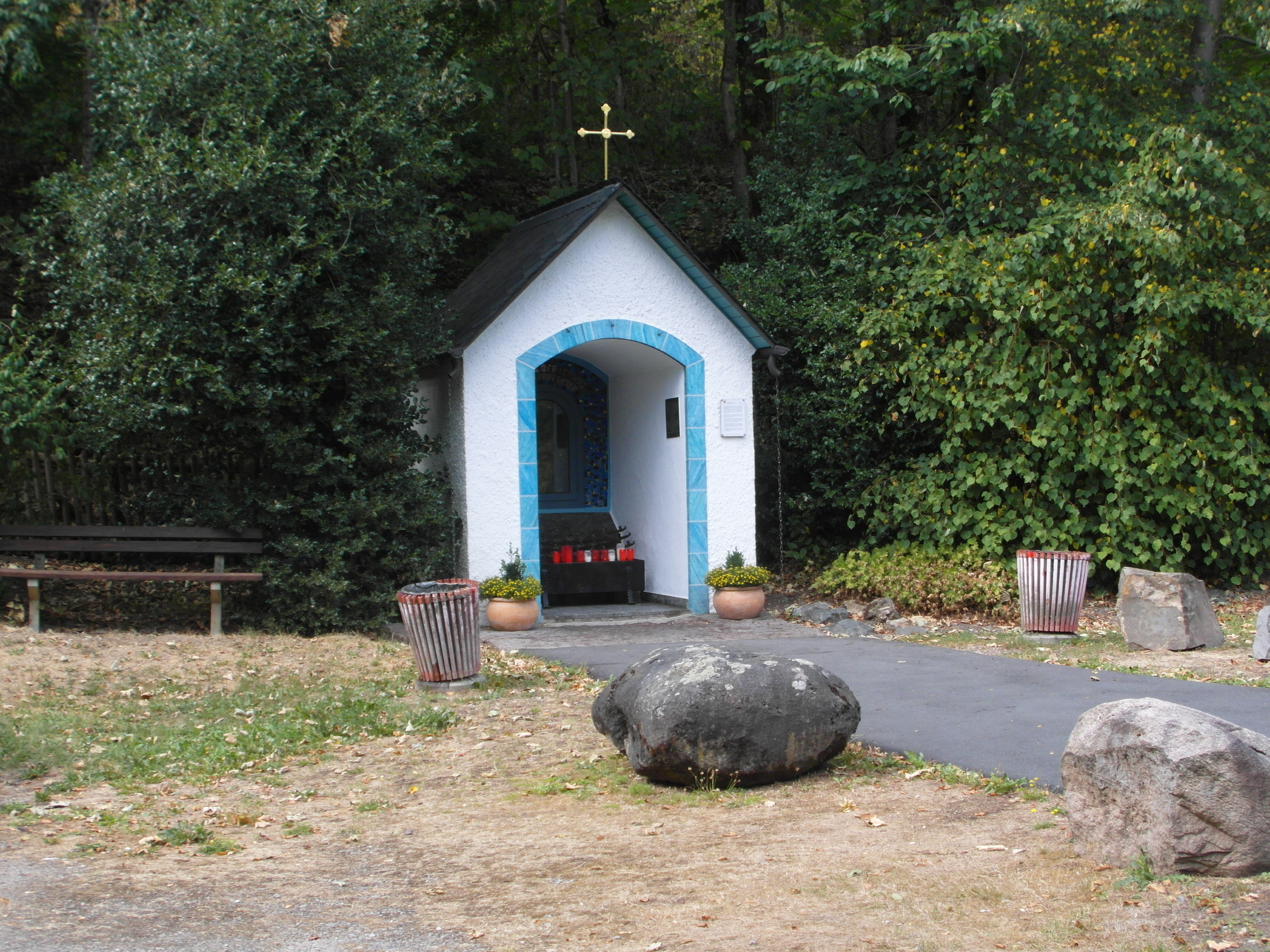
Bildstock mit Außenbereich (2018)

Die heute unter dem Namen Madonna der Straße bekannte Rast- und Andachtsstätte diente im 19. Jahrhundert unter der Namensbezeichnung Bethanien als Muttergottes- und Prozessionskapelle. Dies ergibt sich aus einem Vermerk im Archiv der Pfarrgemeinde Oedingen aus dem Jahr 1890, wonach der damalige Pfarrer Hardebusch der Kirchengemeinde einen Geldbetrag mit der Auflage stiftete, dass aus der Verzinsung des Geldes auch die Unterhaltung des Muttergottes- und Prozessionskapellchens Bethanien bestritten wird. Im Kirchenarchiv  der Pfarrgemeinde Oedingen aufgelistete Material- und Handwerkerrechnungen deuten auf das Jahr 1879 als Bau- oder Entstehungsjahr der Prozessionskapelle hin. Die Beweggründe für die Namensgebung Bethanien sind nicht weiter dokumentiert. Bethanien ist ein biblischer Ort zwischen Jerusalem und Jericho, der dem Johannesevangelium nach Wohnort des Lazarus war.
Nach ihrer Fertigstellung war die Prozessionskapelle Bethanien die erste Station der jährlichen Christi-Himmelfahrt-Prozession, die über weitere Stationen (so Schwartmecke und Leckmart) zurück zur Pfarrkirche St. Burchardus in Oedingen führte. Gemäß einer kirchlichen Anordnung aus dem Jahr 1814 wurde die jährliche Hauptprozession der Gemeinde zwecks Wahrung eines würdigen Rahmens auf den Festtag Christi Himmelfahrt verlegt. An diesem Festtag waren die Gaststätten geschlossen und Tanz- sowie andere öffentliche Vergnügungen verboten.

## Bedeutungswandel zur Rast- und Andachtsstätte
Prozessionen zur Kapelle Bethanien haben noch nach dem Zweiten Weltkrieg stattgefunden. Aufgrund der Lage an der Bundesstraße 55 und der wachsenden  Verkehrsdichte wurden sie schließlich eingestellt. Die Nähe zur Straße ließ aber die Zahl der Reisenden, die an der Kapelle Rast und Besinnung suchen, stark wachsen. Vielfach führen die Reisenden Kerzen mit, die sie vor dem Mosaikbildnis der Gottesmutter anzünden. Der Andachtscharakter der Stätte kommt auch in einer Gebetstafel und ausliegenden Gebetszetteln zum Ausdruck. Vorbeifahrende können von der Bundesstraße aus die Kerzenlichter fast ununterbrochen beobachten.

## Madonna der Straße als neue Bezeichnung
Mit den zunehmenden Besuchen Durchreisender und wegen der Nähe zur Bundesstraße wurde die Rast- und Andachtsstätte unter der neuen Bezeichnung Madonna der Straße bekannt. Seit der Begradigung des Straßenverlaufs im Bereich der Rast- und Andachtsstätte liegt diese nicht mehr direkt an der Bundesstraße. Die alte Fahrbahn bildet nun eine sichere Zufahrt, außerdem wurde der Vorplatz vergrößert und verschönert. Die Stätte wird von der katholischen Pfarrgemeinde St. Burchardus Oedingen gepflegt und unterhalten. Die katholische Frauengemeinschaft findet sich dort einmal im Jahr zu einer Andacht ein.
Im in 2005 im benno-Verlag erschienenen Buch Maria - Worte des Herzens. Gedanken und Gebete findet sich auf S. 28 folgendes, der Madonna der Straße gewidmetes Gebet, dessen Autorin oder Autor unbekannt ist:

Wir sind verfallen dem Lärm, der Hast
Madonna der Straße, gib kurze Rast!
Schenk uns ein Besinnen in deiner Hut;
ein Ave Maria gibt neuen Mut.
Wohin geht die Fahrt?
Was ist das Ziel?
Ach Mutter, du weißt:
Wir planen viel.
Wir sind voll Unrast und jagen umher,
dabei wird uns das Herz oft schwer.
Uns drücken Sorgen; uns quält die Schuld.
Erfleh' uns deines Sohnes Huld!
Nun ruft die Pflicht;
Es drängt die Zeit:
Madonna der Straße, gib sichres Geleit!

## Panoramablick auf die Andachtsstätte Madonna der Straße

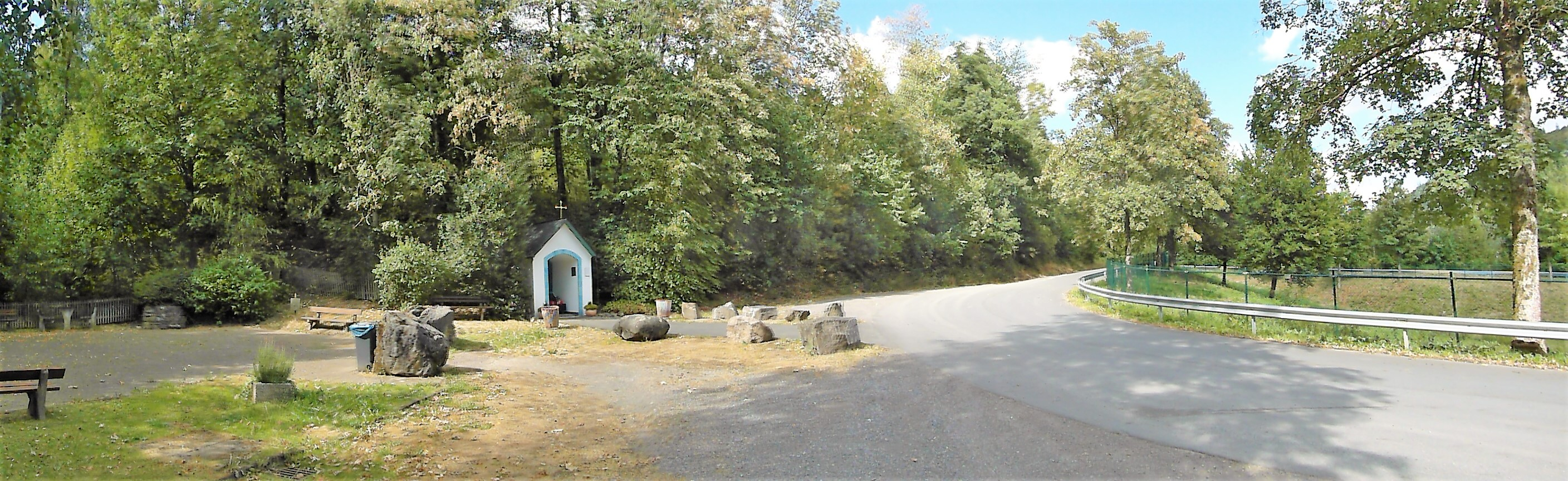
Panorama Madonna der Straße bei Oedingen

Koordinaten: 51° 11′ 6″ N, 8° 7′ 5″ O